# Йожа, Бела
Бела Йожа (венг. Józsa Béla; 4 декабря 1898, с. Хадиш, Австро-Венгрия — 22 ноября 1943, Сомеш) — венгерско-румынский политик, деятель румынского рабочего движения, поэт, журналист, строитель, скульптор по дереву.

## Биография
Венгерского (секейского) происхождения. Два года провёл на фронтах Первой мировой войны. Во времена существования Венгерской советской республики воевал в Красной Армии на Тисском фронте. После падения пролетарской диктатуры, будучи военнопленным в Румынии, учился столярному ремеслу в Клуж-Напоке и присоединился к рабочему движению через профсоюзы в Клуже и Галаце.
В 1919—1924 годах сначала руководил профсоюзом рабочих лесной и деревообратывающей промышленности в Клуже, затем профсоюзом портовых рабочих на судостроительной верфи в Галаце. Стал убеждённым марксистом и пропагандистом пролетарской культуры. В 1924‒1927 годах работал в организации «МОПР» (по оказанию помощи политзаключённым) в Бухаресте.
В 1927—1940 годах возглавлял рабочую организацию солидарности в Клуже, являясь членом комитета организации Трансильвании и Баната Компартии Румынии. Организовал столовую, бесплатные медицинские клиники и детские сады, выставки своих социальных фотографий. Под влиянием агитационной поэзии 1920-х годов писал стихи о жизни и борьбе своих коллег-рабочих.
С весны 1932 года и до осеннего запрета был редактором журнала «Солидарность» (Szolidaritás); в том же году участвовал в Берлинском конгрессе Международной помощи трудящимся. Затем сотрудничал в изданиях «Завод и улица» («Дьяр эш уца» — Gyár és Ucca), «Новое слово» (Új Szó), социал-демократических «Вперёд» («Элёре» — Előre), «Непсава» (Népszava) и других, а также издавал со своим зятем, рабочим писателем Иштваном Надем, литературный журнал «Ираток» (Írjatok).
Неоднократно подвергался арестам. С 1940 г. — на нелегальном положении. В 1940—1943 годах — секретарь областной партийной организации в Сомеше. В годы Второй мировой войны как организатор румынской Компартии и венгерской Партии мира координировал антивоенные движения в Северной Трансильвании, выступил анонимным лидером группы трансильванских писателей «48-as Erdély», после краха итальянского фашизма призвал популярных коллег занять твёрдую антифашистскую позицию и требовать разрыва с гитлеровской Германией. Выдан провокатором, арестован военными властями в ноябре 1943 года и зверски замучен хортистской охранкой.